# Општина Толука (Мексико)
Толука (шп. Toluca) општина је у Мексику у савезној држави Мексико. Општина се налази на надморској висини од 2663 м.

## Становништво
Према подацима из 2010. у општини је живело 819561 становника.

### Хронологија
| Година       | 2000                     | 2005                     | 2010                     |
| ------------ | ------------------------ | ------------------------ | ------------------------ |
| Становништво | 666596 (321501 / 345095) | 747512 (360774 / 386738) | 819561 (394836 / 424725) |

### Попис
| \| \| м \| \| \| ж \| \| 0—2 \| 22.414 \| \| \| 21.809 \| \| 3—5 \| 24.315 \| \| \| 23.771 \| \| 6—11 \| 47.664 \| \| \| 47.157 \| \| 12—14 \| 21.664 \| \| \| 21.622 \| \| 15—17 \| 22.988 \| \| \| 23.013 \| \| 18—24 \| 52.142 \| \| \| 53.855 \| \| 60+ \| 24.793 \| \| \| 32.898 \| \| Просек : \| 28,5 \| \| \| 29,9 \| |        |  |  |        |
| |        |  |  |        |
| | м      |  |  | ж      |
| 0—2 | 22.414 |  |  | 21.809 |
| 3—5 | 24.315 |  |  | 23.771 |
| 6—11 | 47.664 |  |  | 47.157 |
| 12—14 | 21.664 |  |  | 21.622 |
| 15—17 | 22.988 |  |  | 23.013 |
| 18—24 | 52.142 |  |  | 53.855 |
| 60+ | 24.793 |  |  | 32.898 |
| Просек : | 28,5   |  |  | 29,9   |

| #   | Индикатор                                                                                        | Вредност |
| --- | ------------------------------------------------------------------------------------------------ | -------- |
| 1   | Становништво од 0 до 2 године                                                                    | 44223    |
| 2   | Мушко становништво од 0 до 2 године                                                              | 22414    |
| 3   | Женско становништво од 0 до 2 године                                                             | 21809    |
| 4   | Становништво са 3 и више година                                                                  | 760094   |
| 5   | Мушко становништво са 3 и више година                                                            | 364796   |
| 6   | Женско становништво са 3 и више година                                                           | 395298   |
| 7   | Становништво са 5 и више година                                                                  | 727659   |
| 8   | Мушко становништво са 5 и више година                                                            | 348421   |
| 9   | Женско становништво са 5 и више година                                                           | 379238   |
| 10  | Становништво са 12 и више година                                                                 | 617187   |
| 11  | Мушко становништво са 12 и више година                                                           | 292817   |
| 12  | Женско становништво са 12 и више година                                                          | 324370   |
| 13  | Становништво са 15 и више година                                                                 | 573901   |
| 14  | Мушко становништво са 15 и више година                                                           | 271153   |
| 15  | Женско становништво са 15 и више година                                                          | 302748   |
| 16  | Становништво са 18 и више година                                                                 | 527900   |
| 17  | Мушко становништво са 18 и више година                                                           | 248165   |
| 18  | Женско становништво са 18 и више година                                                          | 279735   |
| 19  | Становништво од 3 до 5 година                                                                    | 48086    |
| 20  | Мушко становништво од 3 до 5 година                                                              | 24315    |
| 21  | Женско становништво од 3 до 5 година                                                             | 23771    |
| 22  | Становништво од 6 до 11 година                                                                   | 94821    |
| 23  | Мушко становништво од 6 до 11 година                                                             | 47664    |
| 24  | Женско становништво од 6 до 11 година                                                            | 47157    |
| 25  | Становништво од 8 до 14 година                                                                   | 106462   |
| 26  | Мушко становништво од 8 до 14 година                                                             | 53495    |
| 27  | Женско становништво од 8 до 14 година                                                            | 52967    |
| 28  | Становништво од 12 до 14 година                                                                  | 43286    |
| 29  | Мушко становништво од 12 до 14 година                                                            | 21664    |
| 30  | Женско становништво од 12 до 14 година                                                           | 21622    |
| 31  | Становништво од 15 до 17 година                                                                  | 46001    |
| 32  | Мушко становништво од 15 до 17 година                                                            | 22988    |
| 33  | Женско становништво од 15 до 17 година                                                           | 23013    |
| 34  | Становништво од 18 до 24 године                                                                  | 105997   |
| 35  | Мушко становништво од 18 до 24 године                                                            | 52142    |
| 36  | Женско становништво од 18 до 24 године                                                           | 53855    |
| 37  | Женско становништво од 15 до 49 година                                                           | 236706   |
| 38  | Становништво са 60 и више година                                                                 | 57691    |
| 39  | Мушко становништво са 60 и више година                                                           | 24793    |
| 40  | Женско становништво са 60 и више година                                                          | 32898    |
| 41  | Однос између мушкараца и жена                                                                    | 92.96    |
| 42  | Становништво од нуле до 14 година                                                                | 230416   |
| 43  | Становништво од 15 до 64 године                                                                  | 535838   |
| 44  | Становништво од 65 година и више                                                                 | 38063    |
| 45  | Просечан број деце                                                                               | 2.1      |
| 46  | Становништво рођено у ентитету                                                                   | 693506   |
| 47  | Мушко становништво рођено у ентитету                                                             | 335558   |
| 48  | Женско становништво рођено у ентитету                                                            | 357948   |
| 49  | Становништво рођено у другом ентитету                                                            | 107235   |
| 50  | Мушко становништво рођено у другом ентитету                                                      | 49875    |
| 51  | Женско становништво рођено у другом ентитету                                                     | 57360    |
| 52  | Становништво од 5 година и више резидентно у ентитету у јуну 2005. године                        | 700369   |
| 53  | Мушко становништво старосног доба од 5 година и више, резидентно у ентитету у јуну 2005. године  | 334924   |
| 54  | Женско становништво старосног доба од 5 и више година, резидентно у ентитету у јуну 2005. године | 365445   |
| 55  | Становништво од 5 година и више које је живело у другом ентитету у јуну 2005. године             | 20950    |
| 56  | Мушко становништво старије од 5 година које је живело у другом ентитету у јуну 2005. године      | 10117    |
| 57  | Женско становништво старије од 5 година које је живело у другом ентитету у јуну 2005. године     | 10833    |
| 58  | Становништво од 3 године и више које говори аутохтони језик                                      | 22929    |
| 59  | Мушко становништво старо 3 године и више које говори аутохтони језик                             | 11139    |
| 60  | Женско становништво старо 3 године и више које говори аутохтони језик                            | 11790    |
| 61  | Становништво од 3 године и више које говори аутохтони језик и не говори шпански језик            | 163      |
| 62  | Мушко становништво старо 3 године и више које говори аутохтони језик и не говори шпански         | 19       |
| 63  | Женско становништво старо 3 године и више које говори аутохтони језик и не говори шпански језик  | 144      |
| 64  | Становништво старо 3 године и више које говори аутохтони језик и шпански                         | 21011    |
| 65  | Мушко становништво старо 3 године и више које говори аутохтони језик и шпански                   | 10280    |
| 66  | Женско становништво старо 3 године и више које говори аутохтони језик и шпански                  | 10731    |
| 67  | Становништво од 5 година и више које говори аутохтони језик                                      | 22861    |
| 68  | Становништво од 5 година и више које говори аутохтони језик и не говори шпански језик            | 163      |
| 69  | Становништво од 5 година и више које говори аутохтони језик и говори шпански језик               | 20981    |
| 70  | Становништво у домородачким домаћинствима                                                        | 60557    |
| 71  | Становништво са ограничењима у активностима                                                      | 23403    |
| 72  | Становништво са ограниченим ходањем или кретањем, горе или доле                                  | 11271    |
| 73  | Становници са ограничењима вида, чак и уз кориштење сочива                                       | 7294     |
| 74  | Становништво са ограничењима говора, комуникације или конверзације                               | 1993     |
| 75  | Становништво са ограниченим слухом                                                               | 2528     |
| 76  | Становништво са ограничењима при одевању, купању или јелу                                        | 1011     |
| 77  | Становништво са ограничењима у опажању или учењу једноставних ствари                             | 1153     |
| 78  | Становништво са менталним ограничењима                                                           | 2242     |
| 79  | Становништво без ограничења активности                                                           | 777209   |
| 80  | Становништво од 3 до 5 година које не похађа школу                                               | 21548    |
| 81  | Мушко становништво од 3 до 5 година које не похађа школу                                         | 10934    |
| 82  | Женско становништво од 3 до 5 година које не похађа школу                                        | 10614    |
| 83  | Становништво од 6 до 11 година које не похађа школу                                              | 1859     |
| 84  | Мушко становништво од 6 до 11 година које не похађа школу                                        | 941      |
| 85  | Женско становништво од 6 до 11 година које не похађа школу                                       | 918      |
| 86  | Становништво од 12 до 14 година које не похађа школу                                             | 1857     |
| 87  | Мушко становништво од 12 до 14 година које не похађа школу                                       | 989      |
| 88  | Женско становништво од 12 до 14 година које не похађа школу                                      | 868      |
| 89  | Становништво од 15 до 17 година похађа школу                                                     | 34090    |
| 90  | Мушко становништво од 15 до 17 година похађа школу                                               | 16941    |
| 91  | Женско становништво између 15 и 17 година живота у школи                                         | 17149    |
| 92  | Становништво од 18 до 24 године похађа школу                                                     | 35463    |
| 93  | Мушко становништво од 18 до 24 године похађа школу                                               | 18039    |
| 94  | Женско становништво од 18 до 24 године похађа школу                                              | 17424    |
| 95  | Становништво од 8 до 14 година које не може да чита и пише                                       | 1311     |
| 96  | Мушко становништво старосног доба од 8 до 14 година које не може да чита и пише                  | 742      |
| 97  | Женско становништво старосног доби од 8 до 14 година које не може да чита и пише                 | 569      |
| 98  | Становништво од 15 година и више које је неписмено                                               | 22760    |
| 99  | Мушко становништво од 15 година и више које је неписмено                                         | 5981     |
| 100 | Женско становништво од 15 година и више које је неписмено                                        | 16779    |
| 101 | Становништво старо 15 и више година без школовања                                                | 24922    |
| 102 | Мушко становништво старо 15 и више година без школовања                                          | 7334     |
| 103 | Женско становништво старо 15 и више година без школовања                                         | 17588    |
| 104 | Становништво старосног доба 15 и више година са непотпуним основним образовањем                  | 45154    |
| 105 | Мушко становништво старосног доба од 15 година и више са непотпуном основним образовањем         | 18208    |
| 106 | Женско становништво старосног доба 15 и више година са непотпуном основним образовањем           | 26946    |
| 107 | Становништво старо 15 и више година са комплетним основним образовањем                           | 72743    |
| 108 | Мушко становништво старо 15 година и више са комплетним основним образовањем                     | 31643    |
| 109 | Женско становништво старо 15 и више година са комплетним основним образовањем                    | 41100    |
| 110 | Становништво старосног доба 15 и више година са непотпуним средњим образовањем                   | 21855    |
| 111 | Мушко становништво старосног доба од 15 година и више са непотпуним средњим образовањем          | 12433    |
| 112 | Женско становништво старосног доба од 15 година и више са непотпуним средњим образовањем         | 9422     |
| 113 | Становништво старо 15 и више година са пуним секундарном образовањем                             | 138280   |
| 114 | Мушко становништво старосног доба од 15 година и више са пуним секундарном образовањем           | 72478    |
| 115 | Женско становништво старосног доба од 15 година и више са пуним секундарном образовањем          | 65802    |
| 116 | Становништво старије од 18 година са постосновним образовањем                                    | 246952   |
| 117 | Мушко становништво старије од 18 година са постосновним образовањем                              | 118889   |
| 118 | Женско становништво старије од 18 година са постосновним образовањем                             | 128063   |
| 119 | Просечна оцена школовања                                                                         | 9.95     |
| 120 | Просечан ниво образовања мушке популације                                                        | 10.26    |
| 121 | Просечан ниво образовања женског становништва                                                    | 9.67     |
| 122 | Економски активно становништво                                                                   | 338926   |
| 123 | Економски активна мушка популација                                                               | 216224   |
| 124 | Економски активна женска популација                                                              | 122702   |
| 125 | Становништво које није економски активно                                                         | 276182   |
| 126 | Мушко становништво које није економски активно                                                   | 75413    |
| 127 | Женско становништво које није економски активно                                                  | 200769   |
| 128 | Запослено становништво                                                                           | 322928   |
| 129 | Запослено мушко становништво                                                                     | 204088   |
| 130 | Запослено женско становништво                                                                    | 118840   |
| 131 | Незапослена популација                                                                           | 15998    |
| 132 | Незапослена мушка популација                                                                     | 12136    |
| 133 | Незапослена женска популација                                                                    | 3862     |
| 134 | Становништво без права на здравствене услуге                                                     | 266231   |
| 135 | Становништво које има право на здравствене услуге                                                | 536874   |
| 136 | Становништво које има право на ИМСС                                                              | 264897   |
| 137 | Становништво које има право на социјално осигурање                                               | 31960    |
| 138 | Становништво које има право на државно социјално осигурање                                       | 57934    |
| 139 | Становништво које има право на опште осигурање или здравствено осигурање за нову генерацију      | 138097   |
| 140 | Становништво које је било једном или није било у браку током 12 година и више                    | 217752   |
| 141 | Венчано или уједињено становништво од 12 година и више                                           | 344766   |
| 142 | Становништво које је било у браку или уједињено 12 година и више                                 | 53451    |
| 143 | Становништво са католичком религијом                                                             | 725602   |
| 144 | Протестанти, еванђелисти и библијски следбеници различити од еванђелиста                         | 51325    |
| 145 | Становништво са другим религијама различитим од претходних                                       | 779      |
| 146 | Становништво без религије                                                                        | 15643    |
| 147 | Укупно пописаних домаћинства                                                                     | 194827   |
| 148 | Пописна домаћинства на челу са мушкарцима                                                        | 150519   |
| 149 | Пописна домаћинства на челу са женама                                                            | 44308    |
| 150 | Становништво у пописним домаћинствима                                                            | 803727   |
| 151 | Становништво у пописним домаћинствима на челу са мушкарцима                                      | 651322   |
| 152 | Становништво у пописним домаћинствима на челу са женама                                          | 152405   |
| 153 | Укупно домаћинстава                                                                              | 238047   |
| 154 | Укупно насељених домаћинстава                                                                    | 199815   |
| 155 | Укупно приватних кућа                                                                            | 233059   |
| 156 | Насељени приватни домови                                                                         | 194827   |
| 157 | Укупно насељених приватних кућа                                                                  | 199789   |
| 158 | Ненасељене приватне куће                                                                         | 28693    |
| 159 | Појединачна домаћинства за привремену употребу                                                   | 9539     |
| 160 | Становници у насељеним приватним кућама                                                          | 803727   |
| 161 | Насељеност станара у приватним становима                                                         | 4.13     |
| 162 | Просечно становника по соби у приватним насељеним домаћинствима                                  | 0.96     |
| 163 | Појединачна домаћинства са подовима од различитих материјала од земље                            | 187975   |
| 164 | Појединачна домаћинства у приземљу                                                               | 5756     |
| 165 | Појединачна домаћинства са једном спаваћом собом                                                 | 49531    |
| 166 | Појединачна домаћинства са две спаваће собе и више                                               | 144625   |
| 167 | Појединачна домаћинства са једним собом                                                          | 7338     |
| 168 | Појединачна домаћинства са две собе                                                              | 21352    |
| 169 | Појединачна домаћинства са 3 собе и више                                                         | 165206   |
| 170 | Појединачна домаћинства која имају електрично светло                                             | 193256   |
| 171 | Појединачна домаћинства која немају електрично светло                                            | 989      |
| 172 | Појединачна домаћинства која имају водоводну воду у стамбеном простору                           | 172912   |
| 173 | Појединачна домаћинства која немају водоводну воду у стамбеном простору                          | 20969    |
| 174 | Појединачна домаћинства која имају тоалет                                                        | 189556   |
| 175 | Појединачна домаћинства која имају канализацију                                                  | 186926   |
| 176 | Појединачна домаћинства која немају канализацију                                                 | 6918     |
| 177 | Појединачна домаћинства која имају електрично светло, довод воде из јавне мреже и канализацију   | 168527   |
| 178 | Појединачна домаћинства без икаквих услова                                                       | 1754     |
| 179 | Појединачна домаћинства која имају радио                                                         | 170591   |
| 180 | Појединачна домаћинства која имају телевизор                                                     | 188423   |
| 181 | Појединачна домаћинства која имају фрижидер                                                      | 150894   |
| 182 | Појединачна домаћинства која имају машину за веш                                                 | 121061   |
| 183 | Појединачна домаћинства која имају аутомобил или комби                                           | 98298    |
| 184 | Појединачна домаћинства која имају рачунар                                                       | 73856    |
| 185 | Појединачна домаћинства која имају фиксну телефонску линију                                      | 94702    |
| 186 | Појединачна домаћинства која имају мобилни телефон                                               | 136187   |
| 187 | Појединачна домаћинства која имају приступ интернету                                             | 53813    |